# 查爾巴德拉桑烏帕齊拉
查爾班德拉桑乌帕齐拉是孟加拉国福里德布爾縣的一个乌帕齐拉，位於達卡专区的福里德布爾縣。。

## 人口
據1991年孟加拉國人口普查，查爾班德拉桑共有戶數12,415戶，人口69876人。其中男性佔比51.36%，女性佔比48.64%；成年人口34,758人。該地7歲以上人口之平均識字率為20.5%，低於全國平均值（32.4%）。